# Cathédrale de Castellaneta
La cathédrale de Castellaneta est une église catholique romaine de Castellaneta, en Italie. Il s'agit de la cathédrale du diocèse de Castellaneta. 

## Architecture
- Si vous ne connaissez pas le sujet, laissez ce bandeau (vous pouvez alors contacter les auteurs).
- Si vous supprimez le contenu mis en cause (vous pouvez préalablement contacter les auteurs),

argumentez précisément cette suppression dans la page de discussion
(un manque de référence n'est pas un argument ; une recherche réelle de référence doit avoir été effectuée, être formellement documentée).
La cathédrale est de style architectural roman apulien, un style architectural caractéristique de la région des Pouilles, l'extrême sud-est de l'Italie, où se trouve cette cathédrale. Ce style s'est développé entre le XIe siècle et la première moitié du XIIIe siècle, il comprend des éléments développés dans des régions d'Europe comme la Normandie, la Provence, le nord de l'Espagne ou bien l'Allemagne. Mêlés avec des éléments arabes et byzantins remaniés localement.[source insuffisante]